# Pietro Frediani
Pietro Frediani (Buti, 22 aprile 1775 – 3 giugno 1857) è stato uno scrittore e poeta italiano.
Frediani è il “poeta pastore” ricordato da Alessandro D'Ancona, che, autodidatta, leggeva i versi di Dante, Tasso e Ariosto mentre lasciava pascolare le sue pecore. Dotato di una versificazione fluente e di una piena padronanza della lingua poetica “alta” (senza abbandonare una potente arguzia “toscana”), fu molto apprezzato dai suoi contemporanei; scrisse numerose poesie e una cinquantina di maggi drammatici: così riferisce Fabrizio Franceschini, ricavando tale notazione, probabilmente, dalle note di Leopoldo Baroni e prima ancora, da quelle di Narciso Feliciano Pelosini. Certamente esagerando, Leopoldo Barboni nel suo articolo su Frediani, elenca i titoli di diciassette maggi e ne tralascia la menzione di “cent'altri”. Secondo i curatori del volume a lui dedicato nel 1997 dal suo paese natale, Frediani avrebbe composto 57 maggi. Comunque è risaputo che i manoscritti di Frediani sono andati perduti: o meglio, sono andati con Leopoldo Barboni, quando pochi anni dopo la morte di Frediani, fece incetta delle sue carte per scrivere il già ricordato articolo sul poeta: come ci racconta lo stesso Barboni, giunto che fu a Buti, il suo accompagnatore, “presa, come veniva veniva, una brancata di gente, la spinse fuori del caffè e disse: ‘Via, ragazzi; chi ha i manoscritti del Frediani vada a prenderli e li porti qui; ma di corsa' [...] Un quarto d'ora dopo, sì e no, i possessori dei manoscritti del Frediani ritornano e mi seppelliscono addirittura sotto un diluvio di fogli volanti, di quinternini, di ritagli di carta, tutta roba ingiallita dal tempo e dalle mani, e impuzzata così da levare il respiro per quarantott'ore. Non mi sarei mai aspettato tanto! Erano madrigali, maggi, sonetti, enigmi, odi, epistole, elegie, epitalami, inni, frammenti”. Da allora, tutta quella carta ingiallita è scomparsa e restano, del Frediani, le sole poesie che lui pubblicò in vita e quelle che ritrovò inaspettatamente Baroni “dopo il saccheggio operato dal Barboni e da altri”; qualche maggio a suo nome e qualche copia fattane dalla metà dell'Ottocento in poi da Angiòlo Bernardini, Frediano Frediani, Ranieri Pioli, Giuseppe Paoli e Firmo Tognarini.
Nei primi Anni 2000 un quantitativo di 86 poesie manoscritte inedite scritte su altrettanti foglietti sciolti e attribuibili (anche secondo il prof. Fabrizio Franceschini che le ha visionate usandone qualche verso per un suo libro) a Pietro Frediani, è stato acquistato sul web, dove si offrivano come manoscritti anonimi, da Gianni Greco, che vi ha riconosciuto lo stile e la qualità del Frediani. Questi componimenti poetici, di grande interesse storico e letterario, sono tuttora inediti.